# Quxuroba
Quxuroba (ryska: Кухуроба) är en ort i Azerbajdzjan.   Den ligger i distriktet Qusar Rayonu, i den nordöstra delen av landet, 180 km nordväst om huvudstaden Baku. Quxuroba ligger 226 meter över havet och antalet invånare är 1 980.
Terrängen runt Quxuroba är huvudsakligen platt, men åt sydväst är den kuperad. Närmaste större samhälle är Xudat, 13,3 km öster om Quxuroba.
Trakten runt Quxuroba består till största delen av jordbruksmark. Runt Quxuroba är det ganska glesbefolkat, med 48 invånare per kvadratkilometer.